# Communauté de communes de la Butte de Thil
La Communauté de communes de la Butte de Thil était une communauté de communes française, située dans le département de la Côte-d'Or et l'arrondissement de Montbard.

## Histoire
Elle a été dissoute le 31 décembre 2016 pour fusionner avec deux autres EPCI et former la communauté de communes des Terres d'Auxois.

## Composition
| Nom                       | Code Insee | Gentilé         | Superficie (km2) | Population (dernière pop. légale) | Densité (hab./km2) |
| ------------------------- | ---------- | --------------- | ---------------- | --------------------------------- | ------------------ |
| Précy-sous-Thil (siège)   | 21505      | Précyliens      | 8,63             | 778 (2014)                        | 90                 |
| Aisy-sous-Thil            | 21007      | Asiens          | 8,30             | 232 (2014)                        | 28                 |
| Bierre-lès-Semur          | 21073      |                 | 8,28             | 90 (2014)                         | 11                 |
| Braux                     | 21101      |                 | 12,84            | 157 (2014)                        | 12                 |
| Brianny                   | 21108      | Briannois       | 7,53             | 109 (2014)                        | 14                 |
| Clamerey                  | 21177      |                 | 12,08            | 186 (2014)                        | 15                 |
| Dompierre-en-Morvan       | 21232      |                 | 15,01            | 213 (2014)                        | 14                 |
| Fontangy                  | 21280      |                 | 17,61            | 154 (2014)                        | 8,7                |
| Juillenay                 | 21328      |                 | 5,53             | 48 (2014)                         | 8,7                |
| Lacour-d'Arcenay          | 21335      |                 | 20,24            | 134 (2014)                        | 6,6                |
| Marcigny-sous-Thil        | 21380      |                 | 4,97             | 66 (2014)                         | 13                 |
| Missery                   | 21417      |                 | 9,66             | 100 (2014)                        | 10                 |
| Montigny-Saint-Barthélemy | 21430      |                 | 6,20             | 85 (2014)                         | 14                 |
| Montlay-en-Auxois         | 21434      |                 | 17,36            | 163 (2014)                        | 9,4                |
| Nan-sous-Thil             | 21449      | Nanssouthiliens | 10,99            | 195 (2014)                        | 18                 |
| Noidan                    | 21457      | Noidantais      | 7,87             | 78 (2014)                         | 9,9                |
| Normier                   | 21463      |                 | 5,10             | 46 (2014)                         | 9                  |
| Roilly                    | 21529      |                 | 4,51             | 44 (2014)                         | 9,8                |
| Thoste                    | 21635      | Thostois        | 10,84            | 114 (2014)                        | 11                 |
| Vic-sous-Thil             | 21678      | Vicisiliens     | 21,34            | 197 (2014)                        | 9,2                |

## Compétences
- Collecte des déchets des ménages et déchets assimilés
- Traitement des déchets des ménages et déchets assimilés
- Autres actions environnementales
- Activités sociales
- Création, aménagement, entretien et gestion de zone d'activités industrielle, commerciale, tertiaire, artisanale ou touristique
- Action de développement économique (Soutien des activités industrielles, commerciales ou de l'emploi, Soutien des activités agricoles et forestières...)
- Activités péri-scolaires
- Activités culturelles ou socioculturelles
- Activités sportives
- Schéma de secteur
- Études et programmation
- Création, aménagement, entretien de la voirie
- Tourisme
- Opération programmée d'amélioration de l'habitat (OPAH)
- Préfiguration et fonctionnement des Pays
- NTIC (Internet, câble...)

## Sources
- La base Aspic (Accès des services publics aux informations sur les collectivités) pour le département de la Côte-d'Or
- [PDF] La Communauté de communes de la Butte de Thil sur la base Banatic (Base nationale d'informations sur l'intercommunalité)